# Batalhão Sagrado de Tebas
O Batalhão Sagrado de Tebas (em grego antigo: 'Ιερός Λόχος τῶν Θηβῶν, transl. Hierós Lókhos tón Thebón) foi uma tropa de soldados selecionados, que consistia de 150 casais de amantes que totalizavam 300 homens ao todo, organizados por idade, que formavam a tropa de elite do exército tebano no século IV a.C.. Foi organizada pelo comandante Górgidas, em 378 a.C., e desempenhou um papel crucial na Batalha de Leuctra. Foram completamente aniquilados por Alexandre, o Grande e seu pai, Filipe II da Macedônia, durante a Batalha de Queroneia, em 338 a.C..
Acredita-se que os ossos dos guerreiros mortos são aqueles encontrados nos remanescentes de um antigo tumulus descoberto junto ao monumento do Leão de Queroneia.